# Seicercus grammiceps
El mosquitero de la Sonda (Seicercus grammiceps) es una especie de ave paseriforme de la familia Phylloscopidae propia de Sumatra, Java y Bali.